# Apteronotus magoi
Apteronotus magoi és una espècie de peix pertanyent a la família dels apteronòtids.

## Hàbitat
És un peix d'aigua dolça, bentopelàgic i de clima tropical.

## Distribució geogràfica
Es troba a Sud-amèrica: conca del riu Apure (conca del riu Orinoco a Veneçuela).

## Observacions
És inofensiu per als humans.